# Fantillusion
Fantillusion ou Disney's Fantillusion Parade est une parade nocturne présentée à Tokyo Disneyland de 1995 à 2001, avant d'être déménagée au parc Disneyland de 2003 à 2012. Elle remplace dans les deux parcs la Main Street Electrical Parade.
Le spectacle a été conçu par la même équipe que Fantasmic! spécialement pour le Tokyo Disneyland Park. Le lac n'étant pas adapté pour le spectacle Fantasmic, et la construction d'une scène spécifique générant un coût élevé, il a été décidé d'adapter le spectacle en parade. La parade reprend un thème musical autre que celui de Fantasmic.
Après six années de représentations, le spectacle fut envoyé en France mais a été réduit et réadapté. On peut notamment remarquer le changement de costume des danseurs, ou la suppression de la quasi-totalité des chars ne comprenant pas de personnages, permettant ainsi de faire tenir la parade sur un parcours plus réduit et une durée de représentation de 30 minutes.

## La parade
La parade est découpée en trois actes, « The Enchanted Fairy Garden », « The Evil Vilains » et « The Happy Ending ». Au nombre de 12 au parc Disneyland et 31 à Tokyo Disney Resort, les chars changent à volonté de couleurs et trois ou cinq d'entre eux se transforment presque complètement. La musique de chaque char est basée sur le même thème, mais varie selon le char avec un thème en mineur ou en majeur et des ajouts de mélodies spécifiques aux personnages représentés.
Le premier acte présente Mickey Mouse et les trois fées-marraines de La Belle au bois dormant, créant un jardin féerique, aidé de nombreuses fées et d'insectes.
Le second acte est celui des méchants de Disney, au nombre de trois en France (Maléfique, Ursula et Jafar) et cinq au Japon (Maléfique, Ursula, Jafar, La Reine Noire et Chernabog) repris des deux versions de Fantasmic !. À la faveur de l'extinction des lumières du parc, les chars se métamorphosent et sont éclairés par de la lumière noire.
Le troisième acte présente les princesses de Disney, au nombre de 4 en France (Blanche-Neige et les Sept Nains, La Petite Sirène, La Belle et la Bête, Aladdin, Minnie Mouse) et 6 au Japon (les quatre précédentes plus La Belle au Bois Dormant et Cendrillon).
La Disney's Fantillusion Parade se compose également de trois show stops (arrêts spectacles), "The Fairy Garden Fantasy" pour le premier acte, "The Light Turns Into Night and the Ghouls Dance" pour le second acte où chaque Méchant se transforme (Jafar en serpent, Maléfique en dragon, etc.), et "The Happy Ending" où chaque couple princier s'élève dans le ciel pour une valse.

## Les spectacles

### Tokyo Disneyland
- Représentations: 21 juillet 1995[1],[2] au 15 mai 2001
- Partenaire :  Nihon Unisys, Ltd.
- Parade précédente :
  - Main Street Electrical Parade 9 mars 1985 au 21 juin 1995
- Parade suivante :
  - Tokyo Disneyland Electrical Parade : DreamLights 1er juin 2001

### Parc Disneyland
Cette parade est une version écourtée de la version japonaise. De plus le château de la Belle au bois dormant est illuminé de façon coordonnée avec la musique et l'ambiance des segments quelle que soit la saison. À noter que l'orchestration de la musique est différente par rapport à celle de Tokyo, bien que le thème principal et la tonalité restent les mêmes : pour la version du Parc Disneyland, le compositeur Bruce Healey s'est inspiré de Mozart et de Bach, rendant la parade plus émotionnelle et émotive, avec une sonorité moins électronique. La parade nocturne défilait auparavant durant la saison estivale de juillet-août et durant
la saison hivernale de novembre à mars, mais défile désormais durant la saison estivale, durant la saison de Noël et le 31 octobre.
- Représentations : 28 juin 2003 au 2 septembre 2012 (une version écourtée sans les shows stops a été présentée le 31 octobre 2012)
- Parade précédente :
  - Main Street Electrical Parade 12 avril 1992 au 23 mars 2003